# La Original Banda El Limón
La Original Banda El Limón De Salvador Lizárraga, connue sous le nom abrégé de La Original Banda El Limón est une Banda de Sinaloa dont la carrière s'étend sur plus de cinquante ans. L'orchestre a reçu depuis 2010, trois Latin Grammy Awards.
L'orchestre a été l'une des structures qui ont permis le développement, la modernisation et le développement commercial de la Música de banda de Sinaloa et sa transition de tradition folklorique à composante de la culture nationale mexicaine et globale. De nombreux chanteurs mexicains populaires notamment Julio Preciado, José Ángel Ledesma «El Coyote», Jorge Cordero, Chuy Lizárraga, Nico Flores, Luis Antonio López «El Mimoso» et Alejandro Ojeda, ont collaboré, à un moment ou un autre de leur carrière artistique avec La Original.

## Histoire
Selon sa propre tradition, la banda El Limon a été créée le 15 janvier 1965 à El Limón de los Peraza, un village de deux cents habitants, de la Municipalité de San Ignacio dans l'état de Sinaloa. Il s'agit à l'époque d'un orchestre de cuivres qui jouent le weekend à Mazatlán et reviennent travailler la semaine dans leur village.

## Effectif
Les bandas d Sinaloa, comme tous les groupes musicaux d'une certaine taille sont inévitablement soumis à des changements de personnels qui dépendent non seulement des projets personnels des musiciens, mais souvent aussi des évènements et des accidents de la vie. Les listes de membres sont souvent incomplètes ou publiées avec un décalage dans le temps ou contiennent des erreurs de mise à jour. Une histoire détaillée de leurs effectifs est à peu près impossible à dresser. Les postes dans les orchestres, notamment les bandas qui ont des politiques commerciales d'envergure, la plupart des musiciens ont derrière eux plusieurs années d'études dans des conservatoires, des écoles de musique ou à l'université sont, sont multi-instrumentistes ou exercent des activités que la numérisation de la musique enregistrée ne cessent de diversifier.
| Nom du musicien                         | 2011                      | 2014                      |  |
| --------------------------------------- | ------------------------- | ------------------------- |  |
| Abraham Rodríguez Souza                 | Caisses claires (tarolas) | Caisses claires (tarolas) |  |
| Alberto Orlando Tapia                   | Armonia                   |                           |  |
| Antonio Berges Sánchez                  | Tuba                      |                           |  |
| Agustín Torres Gonzales                 | Armonia                   |                           |  |
| Carlos Antonio Lizárraga Barrett        | Armonia                   | Armonia                   |  |
| Cesar Iván Ochoa García                 | Clarinette                | Clarinette                |  |
| Francisco Lizárraga Hernadez            | Clarinette                | Clarinette                |  |
| Jorge Alberto Gutiérrez Lizárraga       | Trombone                  |                           |  |
| Jorge Ortega Camacho                    | Trompette                 | Trompette                 |  |
| José Alfredo Moreno Osuna               | Trombone                  |                           |  |
| José Luis Sánchez Garzón                | Trompette                 | Trompette                 |  |
| Juan Luis Osuna Lizárraga               | Trompette                 | Trompette                 |  |
| Juan Luis Bardoza Lizárraga             | Clarinette                |                           |  |
| Lorenzo Méndez Ronquillo                | Première voix             | Première voix             |  |
| Luis Antonio Lizárraga (Toño Lizárraga) | Première voix             | Première voix             |  |
| Luis Eduardo Osuna Leyva                | Tambora                   |                           |  |
| Óscar Adrián Bardoza Lizárraga          | Trombone                  |                           |  |
| Rubén Alejandro Lizárraga Santiago      | Trombone                  | Trombone                  |  |
| Rubén Andrey Lizárraga Barrett          | Trombone                  | Clarinette                |  |
| Salvador Barboza Lizárraga              |                           | Tambora                   |  |
| Salvador Lizárraga Sánchez              | Directeur                 | Directeur                 |  |
| Santiago Francisco Lizárraga Hernández  |                           | Clarinette                |  |

### Chanteurs
- Luis Antonio Lizárraga Pagola plus connu sous son nom de scène « Toño Lizárraga ».

- Lorenzo Méndez Ronquillo[note 1], quitte l'orchestre le 11 septembre 2018[3].

- Gerardo Sánchez, quitte l'orchestre le 11 septembre 2018[3].

- Kevin Meléndres[note 2], José Ramón Maldonado et Víctor Noriega deviennent les voix de la banda le 5 octobre 2018[4].

## Reconnaissances professionnelles et publiques

### Reconnaissances publiques
- Le 13 août 2015, les autorités municipales de Las Vegas ont déclaré le 13 août Journée de « La Original Banda El Limón de Salvador Lizárraga », tandis que l'association du Promenade des stars de Las Vegas (en) (Las Vegas Walk of Stars, Paseo de la Fama del bulevar de Las Vegas ou Paseo de Las Estrellas en Las Vegas), dévoilait, en présence de Pablo Antonio Castro Zavala, son vice-président et l'un de ses cofondateurs, et en présence des musiciens, l'étoile numéro 73 dédiée à l'orchestre[5][note 4].

## Sources

### Ressources en ligne
Général
- (es) Dirección de comunicación social, « Más de 150 mil personas asistieron al concierto de la Banda MS y la Original Banda El Limón en Nezahualcoyotl », sur ipomex, Actes relatifs à la transparence, Nezahualcóyotl, Municipalité de Nezahualcóyotl, 3 mai 2014.
- (es) Agencia Artista TV, « La Original Banda El Limón » [html], sur Agencia Artista TV (consulté le 1er juin 2022).
- (es) Agencia EFE, « La Original Banda El Limón devela estrella en las Vegas » [html], sur El Universal, El Universal, El Universal, Compañía Periodística Nacional S.A. de C.V., 15 août 2015.
- (es) Univision entrevista Juan Barboza Lizárraga, « Confirmado: Lorenzo Méndez ha quedado fuera de La Original Banda El Limón » [html], Mùsica, sur Univision, Regional Mexicano, Ciudad de México, TelevisaUnivision, Inc, 19 septembre 2018.
- (es) Magaly Ayala (Correspondante à Mexico) et María Celeste Arrarás, « Al Rojo Vivo con María Celeste », Telemundo, Miami, NBC Universal,‎ 5 octobre 2018 « Los nuevos vocalistas de La Original Banda El Limón »

Biographie de Kevin Meléndres